# Gat (Belišće)
Pour les articles homonymes, voir Gat.
Gat est un village de la municipalité de Belišće (Comitat d'Osijek-Baranja) en Croatie. Au recensement de 2011, la ville comptait 705 habitants.